# عملية روما
«عملية روما» هو جهد دولي لإنشاء بيانات علمية للمساعدة في تشخيص وعلاج اضطرابات الجهاز الهضمي الوظيفية، (FGIDs)، مثل متلازمة القولون المتهيج، وعسر الهضم ومتلازمة اجترار.تحدد مؤسسة روما، وهي منظمة غير ربحية 501 (ج) (3) التشخيص والمعايير المنصوص عليها في روما، والتي مقرها في رالي (كارولاينا الشمالية).

## التاريخ
حاولت العديد من الأساليب المنهجية تصنيف اضطرابات الجهاز الهضمي الوظيفية (FGIDs). وقد أدت العديد من الأحداث الرئيسية في النهاية إلى تصنيف روما الحالي. في عام 1962، نشر تشودري وترويلوف دراستهما لمرضى القولون العصبي في أكسفورد، إنجلترا. كانت هذه أول محاولة لتصنيف المجال الجديد لاضطرابات الجهاز الهضمي الوظيفية. الكثير مما ذكروه استمر حتى يومنا هذا.
في وقت لاحق، في عام 1978 طورتها هيتون وزملاؤها «معايير مانينغ» في بريستول. وصف هذه المعايير متلازمة القولون المتهيج-إ IBS-D (القولون العصبي مع الإسهال الزائد)، ولكن الأهم من ذلك، تحديد مجموعة من الأعراض التي كانت مميزة لهذا الاضطراب. أصبح هذا في نهاية المطاف الأساس لمعايير روما القائمة على أعراض متلازمة القولون العصبي.
من عام 1980 إلى عام 1994، كانت هناك العديد من الدراسات الوبائية والسريرية (طومسون، دروسمان، تالي، وايتهيد، وكروس.) لتقييم انتشار الأعراض وتكرارها في الأشخاص الأصحاء ومرضى القولون العصبي. في عام 1989، وضعت أول معايير تشخيصية مبنية على الإجماع لمرض القولون العصبي. في العام التالي، تم إنشاء نظام تصنيف لمجموعات FGID.
من عام 1991 إلى عام 1993، نشرت العديد من فرق العمل (المريء ومعدي إثنا عشري، والأمعاء، وقناة الصفراء، والشرج) المعايير القائمة على الأعراض والسمات السريرية لاضطرابات الجهاز الهضمي الوظيفية في هذه المجالات التشريحية في أمراض الجهاز الهضمي الدولية.
في عام 1993، أُقيم استبيان التحقق من جميع معايير التشخيص ثم طُبق في المسح الوطني باستقصاء ربات البيوت في الولايات المتحدة مما ولد أول قاعدة بيانات وبائية وطنية عن الانتشار والعوامل الديموغرافية والرعاية الصحية التي تبحث عن ميزات الأشخاص الذين يعانون من اضطرابات الجهاز الهضمي الوظيفية.
في عام 1994، صُنفت اضطرابات الجهاز الهضمي الوظيفية في المجالات التشريحية وأسفرت عن كتاب معترف به الآن كأساس لروما -1 The Functional Gastrointestinal Disorders: Diagnosis, Pathophysiology and Treatment – A Multinational Consensus.(اضطرابات الجهاز الهضمي الوظيفية : التشخيص، الفيزيولوجيا المرضية والعلاج - إجماع متعدد الجنسيات.
تطورت معايير روما من المجموعة الأولى من المعايير الصادرة في عام 1989 (إرشادات روما لمتلازمة القولون المتهيج) من خلال نظام تصنيف روما لاضطرابات الجهاز الهضمي الوظيفية (1990)، أو روما -1، معايير روما الأولى لمتلازمة القولون المتهيج (1992) واضطرابات الجهاز الهضمي الوظيفية (1994)، معايير روما الثانية لمتلازمة القولون المتهيج (1999) واضطرابات الجهاز الهضمي الوظيفية (1999) لمعايير روما الثالث (2006). أدرجت «روما الثانية» و «روما الثالثة» معايير طب الأطفال في توافق الآراء. نشر تحديث روما الرابع بعد 10 سنوات في مايو 2016. يغطي هذا علم الأوبئة والفيزيولوجيا المرضية والسمات النفسية الاجتماعية والسريرية وتوصيات التقييم التشخيصي والعلاجي لـ 33 من البالغين و 17 من أمراض الجهاز الهضمي الوظيفية لدى الأطفال.

## العملية
معايير روما التي تحققت ووصدرت أخيرا من خلال عملية توافقية، وذلك باستخدام طريقة دلفي (أو تقنية دلفي). عملية مؤسسة روما هي جهد دولي لإنشاء بيانات علمية للمساعدة في تشخيص وعلاج اضطرابات الجهاز الهضمي الوظيفية، والمعروفة أيضًا باسم اضطرابات تفاعل الأمعاء والدماغ. تم تحديد معايير التشخيص في روما من قبل مؤسسة روما، وهي منظمة مستقلة غير ربحية 501 (c) (3).

## مؤسسة روما
مؤسسة روما، التي تأسست في عام 1996 ومقرها في رالي، كارولينا الشمالية، هي منظمة مستقلة غير ربحية 501 (c) 3. تقدم المؤسسة الدعم للأنشطة المعززة للبحث السريري والبيانات والمعلومات التعليمية والتي تساعد في تشخيص وعلاج الاضطرابات المعدية المعوية الوظيفية.
على مدى السنوات الـ 25 الماضية، سعت مؤسسة روما إلى إضفاء الشرعية وتحديث المعرفة باضطرابات الجهاز الهضمي الوظيفية. وقد حققت ذلك من خلال الجمع بين العلماء والأطباء من جميع أنحاء العالم لتصنيف وتقييم علم وظائف الجهاز الهضمي والاختلال الوظيفي. تسمح هذه المعرفة للعلماء السريريين بتقديم توصيات للتشخيص والعلاج التي يمكن تطبيقها في البحث والممارسة السريرية. تتمثل المهمة في تحسين حياة الأشخاص الذين يعانون من هذه الاضطرابات.
أهداف مؤسسة روما هي تعزيز الاعتراف العالمي وإضفاء الشرعية على اضطرابات الجهاز الهضمي الوظيفية، وتعزيز الفهم العلمي لفيزيولوجيا الأمراض الخاصة بهم، وتحسين الإدارة السريرية لهؤلاء المرضى وتطوير وتوفير الموارد التعليمية لتحقيق هذه الأهداف.
قامت لجنة تنسيق روما بتنظيم هذه الجهود. هذه العملية استغرقت عدة شهور من عمل المحققين، حيث نظمت في لجان تتواصل بالبريد والمؤتمرات الهاتفية حتى النهاية، وفي الاجتماع الأخير، الذي إقيم في روما، إيطاليا. جهود روما الثالثة شملت 87 مشاركا من 18 بلدا في 14 لجان. وأضيف أعضاء من بلدان خارج الدول الصناعية الغربية.

## تعريف اضطرابات الجهاز الهضمي الوظيفية / اضطرابات تفاعل الأمعاء والدماغ
باستخدام طريقة دلفي، طورت مؤسسة روما ومجلس إدارتها ورؤساءها ورؤساء لجانها في روما الرابعة التعريف الحالي لاضطرابات التفاعل بين الأمعاء والدماغ.
مجموعة من الاضطرابات المصنفة حسب أعراض الجهاز الهضمي تتعلق بأي مزيج من:
- خلل حركة الجهاز الهضمي
- فرط الحساسية الحشوية
- اعتلال وظيفة الغشاء المخاطي والجهاز المناعي
- اعتلال النبيت الجرثومي المعوي
- اعتلال الجهاز العصبي المركزي (CNS)

## تطور معايير روما

### روما الأولى
في عام 1994، نُشرت روما الأولى على أنها اضطرابات الجهاز الهضمي الوظيفية: التشخيص والفيزيولوجيا المرضية والعلاج - إجماع متعدد الجنسيات.

### روما الثانية
بحلول منتصف التسعينات، تم الترويج لمفهوم تصنيف اضطراب الجهاز الهضمي الوظيفية (FGID) واستخدام معايير التشخيص بسبب توصية إدارة الغذاء والدواء الأمريكية (FDA) باستخدام معايير متلازمة القولون المتهيج للاختيار في الدراسات الصيدلانية، وساهمت شركات الأدوية في دعم جهود مؤسسة روما لتحسين فهم وتشخيص وعلاج اضطرابات الجهاز الهضمي الوظيفية (FGIDs) وكذلك تطبيق استخدام هذه المعايير في دراساتهم الصيدلانية. في روما الثانية، تمت إضافة عدد الأطفال من اضطرابات الجهاز الهضمي الوظيفية.

### روما الثالثة
بعد نشر روما الثانية، ازداد عدد الدراسات المنشورة باستخدام معايير روما في التجارب السريرية بشكل كبير على مدى السنوات الخمس عشرة التالية. اختلفت روما الثالثة عن روما الأولى والثانية من خلال استخدام المزيد من البيانات القائمة على الأدلة بدلاً من البيانات القائمة على الإجماع.

### روما الرابعة
بعد نشر روما الثالثة في عام 2006، أُعترف بمؤسسة روما هيئةً موثوقةً تضع معايير تشخيصية للبحث وأيضًا لتوفير التعليم حول اضطرابات الجهاز الهضمي الوظيفية (FGIDs). حاولت روما الرابعة معالجة قيود المعايير القائمة على الأعراض بعدة طرق:
- بتبسيط بعض المعايير ولا يزال من الممكن تحديد ومعالجة الحالات التي لا تلبي معايير البحث.
- بمساعدة التعليم العالمي حول FGIDs على فهم وتمييز الاختلافات بين الثقافات في الإبلاغ عن الأعراض.
- بتوفير ترجمات إلى لغات أخرى،
- بإنشاء خوارزميات للتشخيص الوظيفي لاضطراب الجهاز الهضمي أو تشخيص آخر.
- بمساعدة الأطباء على التدريب بشكل أفضل على الخوارزميات التشخيصية و MDCP ، تعمل مؤسسة روما على تطوير منصة برمجية تفاعلية وذكية تساعد الأطباء على اتخاذ قرارات العلاج في الوقت الفعلي باستخدام الخوارزميات التشخيصية وقاعدة معارف MDCP.[3][27]

في روما الرابعة، انتقل التصنيف من تصنيف قائم على الفسيولوجيا إلى تصنيف قائم على الأعراض. استندت التصنيفات إلى مناطق الأعضاء (مثل المريء والمعدي والأمعاء والأمعاء الصفراوية والشرجية).

## معايير / تصنيف روما الرابعة
نُشر تصنيف روما الأصلي لأول مرة في عام 1990 ومنذ ذلك الحين عُدل مع كل مراجعة لتطوير التصنيفات اللاحقة مع روما الثانية والثالثة والرابعة. انتقل التصنيف، بدءًا من المنشور الأصلي في عام 1990 وصولًا إلى روما الأولى، من تصنيف قائم على الفسيولوجيا إلى تصنيف قائم على الأعراض مع تصنيفات إضافية بناءً على مناطق الأعضاء (أي المريء والمعدي والبطن والصفراء والشرج). التصنيف الحالي لروما 4 هو تتويج لتطور سلسلة من المراجعات (روما الأولى، روما الثانية، وروما الثالثة) مع نشأتها من روما الأولى.
معايير روما هي مجموعة من المعايير التي يستخدمها الأطباء لتصنيف تشخيص مريض يعاني من اضطراب الجهاز الهضمي الوظيفي (اضطراب تفاعل الأمعاء والدماغ). حيث تحدث معايير روما كل 6-10 سنوات.
التصنيف الحالي لروما الرابع، المنشور في عام 2016، هو كما يلي:
A. اضطرابات المريء
- A1. آلام الصدر الوظيفية
- A2. حرقة الفؤاد
- A3. ارتجاع فرط الحساسية
- A4. لقمة هستيرية
- A5. عسر البلع الوظيفي

B. اضطرابات الجهاز الهضمي
- B1. عسر الهضم الوظيفي
  - B1a. متلازمة الضائقة بعد الأكل (PDS)
  - B1b. متلازمة الألم البطني (EPS)
- B2. اضطرابات التجشؤ
  - B2a. تجشؤ فوق المعدة المفرط
  - B2b. تجشؤ المعدة المفرط
- B3. اضطرابات الغثيان والتقيؤ
  - B3a. متلازمة التقيؤ والغثيان المزمن (CNVS)
  - B3b. متلازمة التقيؤ الدوري (CVS)
  - B3c. متلازمة التقيؤ المفرط التالي للماريجوانا (CHS)
- B4. متلازمة الاجترار

C. اضطرابات الأمعاء
- C1. متلازمة القولون العصبي (IBS)
  - القولون العصبي مع الإمساك السائد (IBS-C)
  - القولون العصبي مع الإسهال السائد (IBS-D)
  - القولون العصبي مع عادات الأمعاء المختلطة (IBS-M)
  - IBS غير مصنف (IBS-U)
- C2. الإمساك الوظيفي
- C3. الإسهال الوظيفي
- C4. انتفاخ / انتفاخ البطن الوظيفي
- C5. اضطراب وظيفي غير محدد
- C6. الإمساك الناجم عن الأفيون

D. اضطرابات آلام الجهاز الهضمي بوساطة مركزية
- D1. متلازمة الألم البطني المتواسط بالمركزي (CAPS)
- D2. متلازمة الأمعاء المخدرة (NBS) / فرط ألم في الجهاز الهضمي الناجم عن الأفيون

E. اضطرابات المرارة وعاصرة أودي
- E1. ألم المرارة
  - E1a. اضطراب المرارة الوظيفي
  - E1b. اضطراب عاصرة أودي الصفراوية الوظيفي
- E2. اضطراب عاصرة أودي البنكرياسية الوظيفي

F. الاضطرابات الشرجية
- F1. سلس البراز
- F2. آلام الشرج الوظيفية
  - F2a. متلازمة الرافعة الشرجية
  - F2b. آلام الشرج الوظيفية غير المحددة
  - F2c. ألم المستقيم العابر
- F3. اضطرابات التغوط الوظيفية
  - F3a. دافع التغوط غير الكافي
  - F3b. خلل تآزر التغوط

G. اضطرابات الجهاز الهضمي الوظيفي للطفولة: حديثي الولادة / طفل
- G1. قلس الرضيع
- G2. متلازمة الاجترار
- G3. متلازمة التقيؤ الدوري (CVS)
- G4. مغص الرضع
- G5. الإسهال الوظيفي
- G6. إمساك الرضع
- G7. الإمساك الوظيفي

H. اضطرابات الجهاز الهضمي الوظيفي في مرحلة الطفولة: الطفل / المراهق
- H1. الغثيان الوظيفي واضطرابات التقيؤ
  - H1a. متلازمة التقيؤ الدوري (CVS)
  - H1b. الغثيان الوظيفي والتقيؤ الوظيفي
    - H1b1. الغثيان الوظيفي
    - H1b2. التقيؤ الوظيفي

  - H1c. متلازمة الاجترار
  - H1d. بلع الهواء
- H2. اضطرابات آلام البطن الوظيفية
  - H2a. عسر الهضم الوظيفي
    - H2a1. متلازمة الضائقة بعد الأكل
    - H2a2. متلازمة ألم شرسوفي

  - H2b. متلازمة القولون العصبي (IBS)
  - H2c. الصداع النصفي البطني
  - H2d. آلام البطن الوظيفية
- H3. اضطرابات التغوط الوظيفية
  - H3a. الإمساك الوظيفي
  - H3b. سلس البراز غير الاستباقي

## الفيزيولوجيا المرضية
لقد صورت الفيزيولوجيا المرضية لاضطراب الجهاز الهضمي الوظيفي (FGID) بشكل أفضل باستخدام النموذج البيولوجي النفسي الاجتماعي الذي يساعد على تفسير العلاقات بين العوامل الفردية في حياتهم المبكرة والتي يمكن للطبيب  المتمرن أن يؤثر فيها على العامل النفسي والاجتماعي والأداء الفسيولوجي. يوضح هذا النموذج أيضًا التفاعلات المعقدة بين هذه العوامل من خلال محور الأمعاء. تؤثر هذه العوامل على كيفية ظهور FGID من حيث الأعراض ولكنها تؤثر أيضًا على النتائج السريرية. هذه العوامل مترابطة، والتأثيرات على هذه العوامل ثنائية الاتجاه وتفاعلية متبادلة.